# Eleições europeias de 2019 em Gondomar

## Resultados Oficiais
| Partido                 | Partido                                         | Votos   | %               | +/-  |
| ----------------------- | ----------------------------------------------- | ------- | --------------- | ---- |
|                         | Partido Socialista                              | 19 458  | 35,71 / 100,00  | 1,80 |
|                         | Partido Social Democrata                        | 10 260  | 18,83 / 100,00  | -    |
|                         | Bloco de Esquerda                               | 6 211   | 11,40 / 100,00  | 5,79 |
|                         | Coligação Democrática Unitária                  | 4 302   | 7,90 / 100,00   | 6,84 |
|                         | Pessoas–Animais–Natureza                        | 3 469   | 6,37 / 100,00   | 4,55 |
|                         | CDS – Partido Popular                           | 2 065   | 3,79 / 100,00   | -    |
|                         | LIVRE                                           | 772     | 1,42 / 100,00   | 0,27 |
|                         | Nós, Cidadãos!                                  | 651     | 1,19 / 100,00   | Novo |
|                         | Partido Comunista dos Trabalhadores Portugueses | 594     | 1,09 / 100,00   | 1,19 |
|                         | Basta!                                          | 574     | 1,05 / 100,00   | 0,19 |
|                         | Aliança                                         | 570     | 1,05 / 100,00   | Novo |
|                         | Outros (com menos de 1,00%)                     | 1 434   | 2,63 / 100,00   |      |
| Votos Inválidos         | Votos Inválidos                                 | 4 127   | 7,58 / 100,00   | 0,17 |
| Total                   | Total                                           | 54 487  | 100,00 / 100,00 |      |
| Eleitorado/Participação | Eleitorado/Participação                         | 146 126 | 37,29 / 100,00  | 0,25 |

## Resultados por Freguesia
Os resultados seguintes referem-se aos partidos que obtiveram mais de 1,00% dos votos:
| Freguesia                            | %     | %     | %     | %     | %    | %    | %    | %    | %    | %    | %    | Votantes |
| Freguesia                            | PS    | PSD   | BE    | CDU   | PAN  | CDS  | L    | NC!  | PCTP | B!   | A    | Votantes |
| ------------------------------------ | ----- | ----- | ----- | ----- | ---- | ---- | ---- | ---- | ---- | ---- | ---- | -------- |
| Baguim do Monte                      | 36,63 | 19,17 | 11,12 | 6,40  | 6,36 | 4,52 | 1,45 | 1,43 | 1,11 | 0,93 | 0,96 | 4 606    |
| Fânzeres e São Pedro da Cova         | 37,50 | 15,38 | 10,83 | 12,80 | 5,95 | 2,76 | 1,29 | 0,76 | 1,56 | 1,17 | 0,71 | 10 917   |
| Foz do Sousa e Covelo                | 36,45 | 23,45 | 8,23  | 5,29  | 4,85 | 4,21 | 1,27 | 1,15 | 0,72 | 0,87 | 1,15 | 2 516    |
| Gondomar (São Cosme), Valbom e Jovim | 33,44 | 20,64 | 11,17 | 6,62  | 6,72 | 4,26 | 1,56 | 1,29 | 1,02 | 1,04 | 1,30 | 17 186   |
| Lomba                                | 48,31 | 23,16 | 4,80  | 2,54  | 2,82 | 3,11 | 0,85 | 0    | 0    | 1,13 | 1,13 | 354      |
| Melres e Medas                       | 40,48 | 21,09 | 7,00  | 5,95  | 4,20 | 3,65 | 1,40 | 0,95 | 1,50 | 0,90 | 0,75 | 2 001    |
| Rio Tinto                            | 35,68 | 18,08 | 13,21 | 7,17  | 6,83 | 3,75 | 1,38 | 1,37 | 0,89 | 1,06 | 1,04 | 16 907   |
| Gondomar                             | 35,71 | 18,83 | 11,40 | 7,90  | 6,37 | 3,79 | 1,42 | 1,19 | 1,09 | 1,05 | 1,05 | 54 487   |

#### Baguim do Monte
| Partido                 | Partido                                         | Votos  | %               | +/-  |
| ----------------------- | ----------------------------------------------- | ------ | --------------- | ---- |
|                         | Partido Socialista                              | 1 687  | 36,63 / 100,00  | 0,78 |
|                         | Partido Social Democrata                        | 883    | 19,17 / 100,00  | -    |
|                         | Bloco de Esquerda                               | 512    | 11,12 / 100,00  | 5,29 |
|                         | Coligação Democrática Unitária                  | 295    | 6,40 / 100,00   | 5,49 |
|                         | Pessoas–Animais–Natureza                        | 293    | 6,36 / 100,00   | 4,43 |
|                         | CDS – Partido Popular                           | 208    | 4,52 / 100,00   | -    |
|                         | LIVRE                                           | 67     | 1,45 / 100,00   | 0,37 |
|                         | Nós, Cidadãos!                                  | 66     | 1,43 / 100,00   | Novo |
|                         | Partido Comunista dos Trabalhadores Portugueses | 51     | 1,11 / 100,00   | 0,96 |
|                         | Outros (com menos de 1,00%)                     | 219    | 4,76 / 100,00   |      |
| Votos Inválidos         | Votos Inválidos                                 | 325    | 7,05 / 100,00   | 0,51 |
| Total                   | Total                                           | 4 606  | 100,00 / 100,00 |      |
| Eleitorado/Participação | Eleitorado/Participação                         | 12 582 | 36,61 / 100,00  | 0,94 |

#### Fânzeres e São Pedro da Cova
| Partido                 | Partido                                         | Votos  | %               | +/-   |
| ----------------------- | ----------------------------------------------- | ------ | --------------- | ----- |
|                         | Partido Socialista                              | 4 094  | 37,50 / 100,00  | 4,39  |
|                         | Partido Social Democrata                        | 1 679  | 15,38 / 100,00  | -     |
|                         | Coligação Democrática Unitária                  | 1 397  | 12,80 / 100,00  | 10,02 |
|                         | Bloco de Esquerda                               | 1 182  | 10,83 / 100,00  | 5,65  |
|                         | Pessoas–Animais–Natureza                        | 650    | 5,95 / 100,00   | 4,63  |
|                         | CDS – Partido Popular                           | 301    | 2,76 / 100,00   | -     |
|                         | Partido Comunista dos Trabalhadores Portugueses | 170    | 1,56 / 100,00   | 1,48  |
|                         | LIVRE                                           | 141    | 1,29 / 100,00   | 0,07  |
|                         | Basta!                                          | 128    | 1,17 / 100,00   | 0,27  |
|                         | Outros (com menos de 1,00%)                     | 401    | 3,67 / 100,00   |       |
| Votos Inválidos         | Votos Inválidos                                 | 774    | 7,09 / 100,00   | 0,90  |
| Total                   | Total                                           | 10 917 | 100,00 / 100,00 |       |
| Eleitorado/Participação | Eleitorado/Participação                         | 35 534 | 32,56 / 100,00  | 2,07  |

#### Foz do Sousa e Covelo
| Partido                 | Partido                        | Votos | %               | +/-  |
| ----------------------- | ------------------------------ | ----- | --------------- | ---- |
|                         | Partido Socialista             | 917   | 36,45 / 100,00  | 0,91 |
|                         | Partido Social Democrata       | 590   | 23,45 / 100,00  | -    |
|                         | Bloco de Esquerda              | 207   | 8,23 / 100,00   | 4,69 |
|                         | Coligação Democrática Unitária | 133   | 5,29 / 100,00   | 3,40 |
|                         | Pessoas–Animais–Natureza       | 122   | 4,85 / 100,00   | 3,60 |
|                         | CDS – Partido Popular          | 106   | 4,21 / 100,00   | -    |
|                         | LIVRE                          | 32    | 1,27 / 100,00   | 0,05 |
|                         | Aliança                        | 29    | 1,15 / 100,00   | Novo |
|                         | Nós, Cidadãos!                 | 29    | 1,15 / 100,00   | Novo |
|                         | Outros (com menos de 1,00%)    | 104   | 3,28 / 100,00   |      |
| Votos Inválidos         | Votos Inválidos                | 247   | 9,82 / 100,00   | 1,28 |
| Total                   | Total                          | 2 516 | 100,00 / 100,00 |      |
| Eleitorado/Participação | Eleitorado/Participação        | 6 484 | 38,80 / 100,00  | 0,42 |

#### Gondomar, Valbom e Jovim
| Partido                 | Partido                                         | Votos  | %               | +/-  |
| ----------------------- | ----------------------------------------------- | ------ | --------------- | ---- |
|                         | Partido Socialista                              | 5 747  | 33,44 / 100,00  | 2,28 |
|                         | Partido Social Democrata                        | 3 547  | 20,64 / 100,00  | -    |
|                         | Bloco de Esquerda                               | 1 919  | 11,17 / 100,00  | 5,14 |
|                         | Pessoas–Animais–Natureza                        | 1 155  | 6,72 / 100,00   | 4,87 |
|                         | Coligação Democrática Unitária                  | 1 137  | 6,62 / 100,00   | 6,20 |
|                         | CDS – Partido Popular                           | 732    | 4,26 / 100,00   | -    |
|                         | LIVRE                                           | 268    | 1,56 / 100,00   | 0,42 |
|                         | Aliança                                         | 224    | 1,30 / 100,00   | Novo |
|                         | Nós, Cidadãos!                                  | 222    | 1,29 / 100,00   | Novo |
|                         | Iniciativa Liberal                              | 183    | 1,06 / 100,00   | Novo |
|                         | Basta!                                          | 179    | 1,04 / 100,00   | 0,10 |
|                         | Partido Comunista dos Trabalhadores Portugueses | 175    | 1,02 / 100,00   | 1,22 |
|                         | Outros (com menos de 1,00%)                     | 287    | 1,67 / 100,00   |      |
| Votos Inválidos         | Votos Inválidos                                 | 1 411  | 8,21 / 100,00   | 0,08 |
| Total                   | Total                                           | 17 186 | 100,00 / 100,00 |      |
| Eleitorado/Participação | Eleitorado/Participação                         | 41 839 | 41,08 / 100,00  | 2,43 |

#### Lomba
| Partido                 | Partido                         | Votos | %               | +/-  |
| ----------------------- | ------------------------------- | ----- | --------------- | ---- |
|                         | Partido Socialista              | 171   | 48,31 / 100,00  | 1,08 |
|                         | Partido Social Democrata        | 82    | 23,16 / 100,00  | -    |
|                         | Bloco de Esquerda               | 17    | 4,80 / 100,00   | 1,89 |
|                         | CDS – Partido Popular           | 11    | 3,11 / 100,00   | -    |
|                         | Pessoas–Animais–Natureza        | 10    | 2,82 / 100,00   | 1,13 |
|                         | Coligação Democrática Unitária  | 9     | 2,54 / 100,00   | 6,62 |
|                         | Aliança                         | 4     | 1,13 / 100,00   | Novo |
|                         | Basta!                          | 4     | 1,13 / 100,00   | 0,65 |
|                         | Iniciativa Liberal              | 4     | 1,13 / 100,00   | Novo |
|                         | Partido Democrático Republicano | 4     | 1,13 / 100,00   | Novo |
|                         | Outros (com menos de 1,00%)     | 8     | 2,26 / 100,00   |      |
| Votos Inválidos         | Votos Inválidos                 | 30    | 8,47 / 100,00   | 4,37 |
| Total                   | Total                           | 354   | 100,00 / 100,00 |      |
| Eleitorado/Participação | Eleitorado/Participação         | 1 319 | 26,84 / 100,00  | 2,34 |

#### Melres e Medas
| Partido                 | Partido                                         | Votos | %               | +/-  |
| ----------------------- | ----------------------------------------------- | ----- | --------------- | ---- |
|                         | Partido Socialista                              | 810   | 40,48 / 100,00  | 2,48 |
|                         | Partido Social Democrata                        | 422   | 21,09 / 100,00  | -    |
|                         | Bloco de Esquerda                               | 140   | 7,00 / 100,00   | 3,98 |
|                         | Coligação Democrática Unitária                  | 119   | 5,95 / 100,00   | 2,56 |
|                         | Pessoas–Animais–Natureza                        | 84    | 4,20 / 100,00   | 3,08 |
|                         | CDS – Partido Popular                           | 73    | 3,65 / 100,00   | -    |
|                         | Partido Comunista dos Trabalhadores Portugueses | 30    | 1,50 / 100,00   | 0,92 |
|                         | LIVRE                                           | 28    | 1,40 / 100,00   | 0,14 |
|                         | Outros (com menos de 1,00%)                     | 106   | 5,30 / 100,00   |      |
| Votos Inválidos         | Votos Inválidos                                 | 189   | 9,45 / 100,00   | 0,76 |
| Total                   | Total                                           | 2 001 | 100,00 / 100,00 |      |
| Eleitorado/Participação | Eleitorado/Participação                         | 4 929 | 40,60 / 100,00  | 2,15 |

#### Rio Tinto
| Partido                 | Partido                        | Votos  | %               | +/-  |
| ----------------------- | ------------------------------ | ------ | --------------- | ---- |
|                         | Partido Socialista             | 6 032  | 35,68 / 100,00  | 1,14 |
|                         | Partido Social Democrata       | 3 057  | 18,08 / 100,00  | -    |
|                         | Bloco de Esquerda              | 2 234  | 13,21 / 100,00  | 7,05 |
|                         | Coligação Democrática Unitária | 1 212  | 7,17 / 100,00   | 6,51 |
|                         | Pessoas–Animais–Natureza       | 1 155  | 6,83 / 100,00   | 4,55 |
|                         | CDS – Partido Popular          | 634    | 3,75 / 100,00   | -    |
|                         | LIVRE                          | 233    | 1,38 / 100,00   | 0,37 |
|                         | Nós, Cidadãos!                 | 232    | 1,37 / 100,00   | Novo |
|                         | Basta!                         | 180    | 1,06 / 100,00   | 0,35 |
|                         | Aliança                        | 176    | 1,04 / 100,00   | Novo |
|                         | Outros (com menos de 1,00%)    | 611    | 3,62 / 100,00   |      |
| Votos Inválidos         | Votos Inválidos                | 1 151  | 6,81 / 100,00   | 0,43 |
| Total                   | Total                          | 16 907 | 100,00 / 100,00 |      |
| Eleitorado/Participação | Eleitorado/Participação        | 45 439 | 37,21 / 100,00  | 0,92 |